# NAL

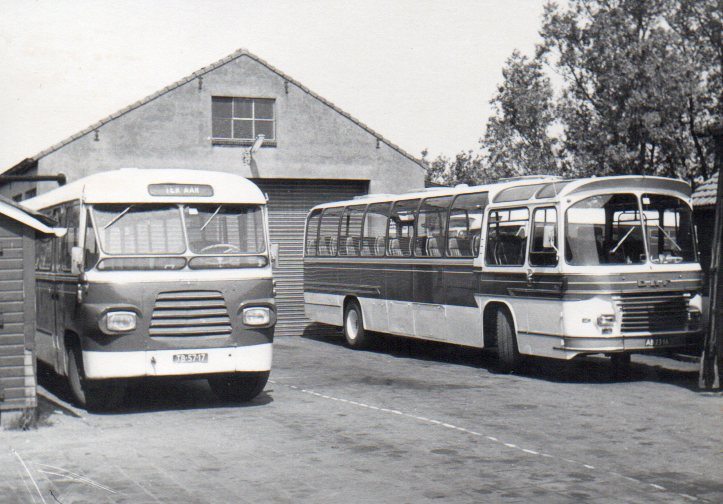
NAL-bussen voor de garage in Ter Aar, 1976

NAL, waarmee bedoeld wordt "Nieuwkoop, Alphen, Leiden", was de bedrijfsnaam waaronder de firma P. Langhout te Ter Aar van 1926 tot 1980 autobusdiensten in het Groene Hart van de Nederlandse provincie Zuid-Holland exploiteerde.

## Geschiedenis
Eigenlijk bestond de NAL al langer. In 1923 begon het bedrijf, toen gevestigd in Woubrugge, met een buslijn Nieuwkoop – Ter Aar – Leiden. In 1926 nam Pieter Langhout het bedrijf over en vestigde het in Ter Aar. In de loop van de tijd kwamen er diensten bij naar Noorden, Alphen aan den Rijn, Kamerik – Woerden, Langeraar, Papenveer – Nieuwveen, Zevenhoven, Zegveld, Wilnis en Woubrugge – Alphen. Met nog tien andere particuliere busondernemingen was de NAL van 1948 tot 1968 aangesloten bij de Stichting CAP (Coördinatie Autovervoer Personen).
Het familiebedrijf NAL had geen eigen streekvervoergebied, maar een aantal trajectvergunningen binnen het vervoergebied van Maarse & Kroon, sinds 1973 Centraal Nederland. Op 30 juni 1980 werd de firma P. Langhout failliet verklaard na een meningsverschil met de rijksoverheid over openbaarvervoerssubsidies. De lijndiensten, de zes jongste autobussen en het rijdend personeel werden overgenomen door Centraal Nederland. Zoon Peter Langhout ging onder eigen naam verder met een reisbureau te Alphen aan den Rijn, maar werd in 2020 eveneens failliet verklaard.

## Over de NAL
- Hans van der Wereld, De bus van Langhout : een geschiedenis in woord en beeld van de Autobusdienstonderneming N.A.L. 1923-1980, Zaltbommel, 1987, 48 p. ISBN 90-288-4566-6
- Hans van der Wereld, De bus van Langhout, Soest, 2015, 286 p. ISBN 978-94-022-1619-6